# Camp de réfugiés de Lusenda

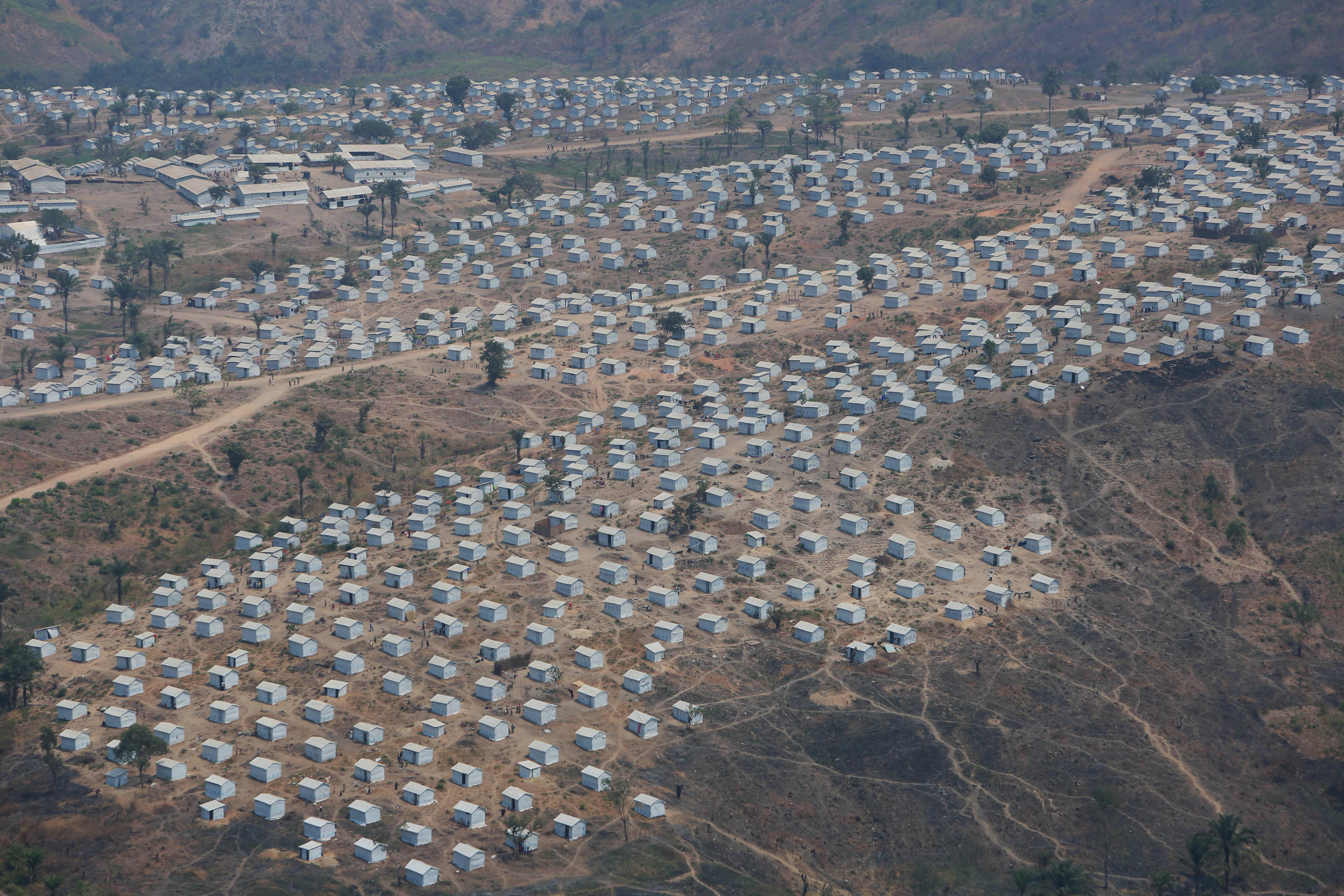
Vue aérienne du camp en août 2015.

Le camp de réfugiés de Lusenda est un camp de réfugiés burundais situé en République démocratique du Congo. Créé début 2015 et administré par le UNHCR, il comptait 21 191 habitants au 1er septembre 2016 selon l'UNHCR,.

## Localisation
Le camp se trouve à 250 km au sud de Bukavu dans le Territoire de Fizi, dans la province du Sud-Kivu.

## Présentation

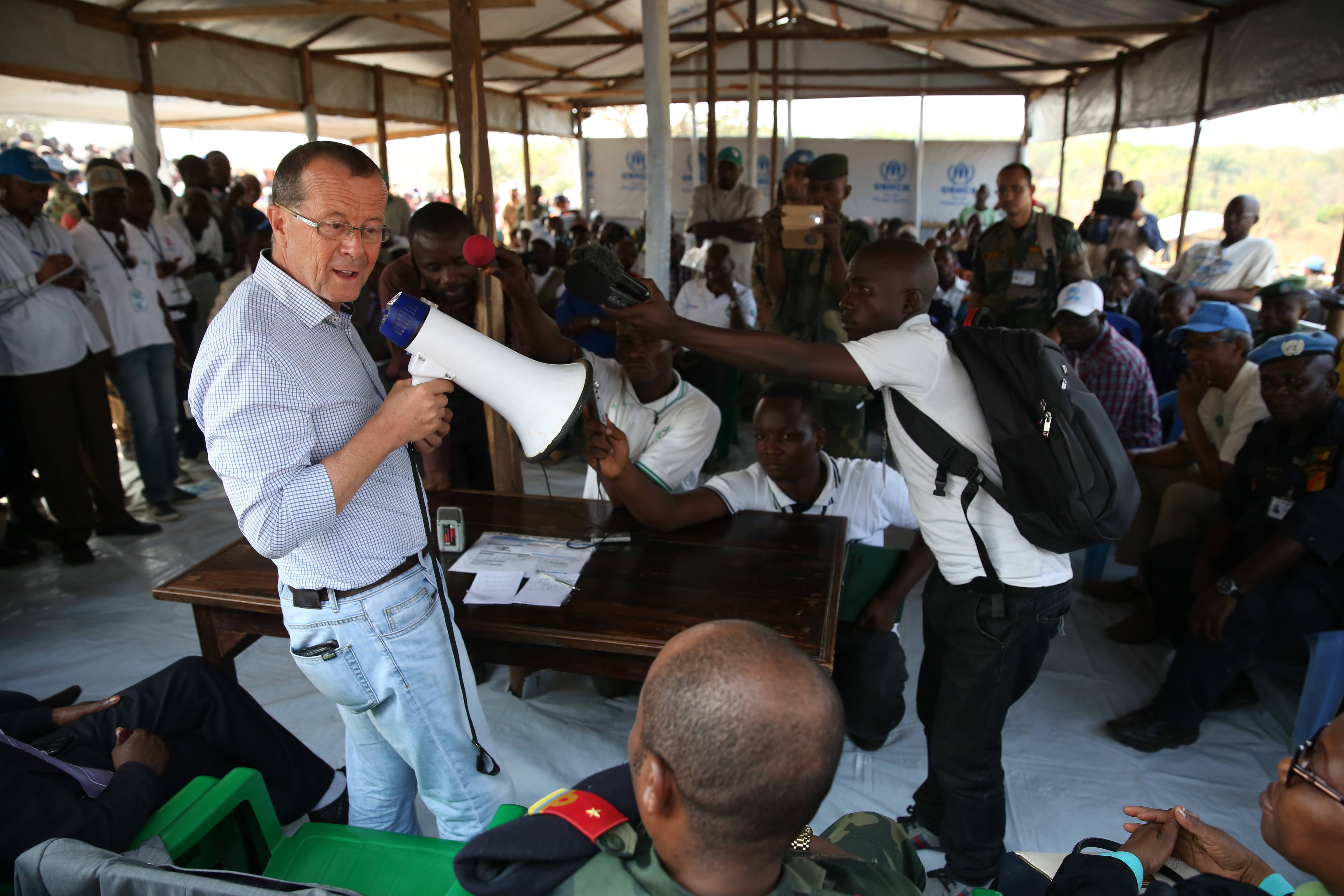
Martin Kobler lors de sa visite à Lusenda.

Martin Kobler, patron de la MONUSCO, visite le camp de Lusenda en juillet-août 2015.
Dès l'été 2015, le camp initialement prévu pour accueillir 10 300 réfugiés a été en butte à des problèmes de surpopulation. En janvier 2016, le camp est toujours en butte à ce problème de surpopulation auquel s'ajoutent des tensions avec des forces de l'ordre de RDC (leur présence est due à celle supposée de rebelles burundais dans le camp) ainsi qu'à celui de l'approvisionnement en vivres.
Situé en zone frontière avec le Burundi (à environ 70 kilomètres du Burundi par la route et à 35 kilomètres à travers le lac Tanganyika), les réfugiés s'inquiètent de la présence possible d'« hommes des services de sécurité burundais ».

## Population
Au 1er septembre 2016 et selon l'UNHCR, la population du camp s'élève à 21 191 personnes et se répartit ainsi :
sexe féminin
- 0-4 ans : 2 725
- 5-11 ans : 2 522
- 12-17 ans : 988
- 18-59 ans : 4 344
- > 60 ans :  164

Total10 743
sexe masculin
- 0-4 ans : 2 800
- 5-11 ans : 2 588
- 12-17 ans : 1 019
- 18-59 ans : 3 915
- > 60 ans :  126

Total10 448